# Melanargia extensa
Melanargia extensa är en fjärilsart som beskrevs av Ruggero Verity 1953. Melanargia extensa ingår i släktet Melanargia och familjen praktfjärilar. Inga underarter finns listade i Catalogue of Life.